# 69565 Giulioscarfi
69565 Giulioscarfi este o planetă minoră (asteroid) din centura de asteroizi. A fost descoperită pe 5 ianuarie 1998 la Osservatorio Astronomico Monte Viseggi⁠(d) de  și a fost numită după Giulio Scarfì⁠(d). 
Obiectul prezintă o orbită caracterizată de o semiaxă mare de 2,2421196643662 UAi, o excentricitate de 0,074563303778731, o înclinație de 7,0643893331822 ° în raport cu ecliptica.